# Xanthophyllum griffithii
Xanthophyllum griffithii är en jungfrulinsväxtart. Xanthophyllum griffithii ingår i släktet Xanthophyllum och familjen jungfrulinsväxter.

## Underarter
Arten delas in i följande underarter:
- X. g. ex
- X. g. angustifolium
- X. g. erectum
- X. g. montanum
- X. g. papillosum